# EV3
| Críticas profissionais | Críticas profissionais |
| Avaliações da crítica  | Avaliações da crítica  |
| Fonte                  | Avaliação              |
| ---------------------- | ---------------------- |
| AllMusic               | [ 1 ]                  |
| Robert Christgau       | (B-)                   |
| Chicago Tribune        | 6/97, p.7              |
| Entertainment Weekly   | (C+)                   |
| Los Angeles Times      | [ 5 ]                  |
| Newsweek               | (favorável)            |
| Rolling Stone          |                        |
| Spin                   | (7/10)                 |
| The State              | [ 8 ]                  |

"EV3" é o terceiro álbum de estúdio do grupo vocal feminino americano En Vogue, lançado no dia 17 de junho de 1997 pela East West Records. O álbum apresenta os três EUA Pop/R&B hits; "Don't Let Go (Love)", "Whatever" e "Too Gone, Too Long".

## Informações
Originalmente chamado "Friendship", o álbum foi o primeiro projeto das En Vogue que não foi totalmente produzido por Thomas McElroy e Denzil Foster; O então quarteto chamou os hitmakers Babyface, David Foster, Diane Warren e Ivan Matias, entre outros para fornecer ao grupo um novo som moderno.
EV3 foi o último álbum gravado com Dawn Robinson que decidiu deixar o grupo para seguir carreira solo. Sua saída abrupta de En Vogue forçou o resto do trio a re-gravar vários dos vocais originais de Dawn; No entanto, nem todas as faixas foram gravadas novamente, com as pistas de Dawn permanecendo intactas em várias faixas e seus vocais de fundo ainda aparecendo em cada música, com exceção de "Does Anybody Hear Me".
O álbum foi gravado em Brandon's Way Recording Studio, Doppler Recording Studios, The Record Plant, Music Grinder, FM Studios, Chartmaker Studios & Westlake Studios.
A faixa "Let It Flow" reutiliza o riff principal do single de sucesso de 1977 "Slide" da banda de funk Slave.
O álbum foi certificado 2x platina pela RIAA e vendeu mais de cinco milhões de cópias em todo o mundo.

## Faixas
| N.º            | Título                          | Compositor(es)                                                | Produtor(es)                           | Duração |  |
| 1.             | "Whatever"                      | Babyface Keith Andes Giuliano Franco                          | Babyface                               | 4:20    |  |
| 2.             | "Don't Let Go (Love)"           | Andrea Martin Ivan Matias Organized Noize Marqueeze Etheridge | Organized Noize                        | 4:52    |  |
| 3.             | "Right Direction"               | Chris Bolden J.B. Eckl                                        | Andrea Martin Chris Bolden Ivan Matias | 5:07    |  |
| 4.             | "Damn, I Wanna Be Your Lover"   | Pro-Jay Andrea Martin Ivan Matias                             | Andrea Martin Ivan Matias Pro-Jay      | 5:24    |  |
| 5.             | "Too Gone, Too Long"            | Diane Warren                                                  | David Foster                           | 4:42    |  |
| 6.             | "You're All I Need"             | Ivan Matias                                                   | Ivan Matias                            | 3:36    |  |
| 7.             | "Let It Flow"                   | Denzil Foster Thomas McElroy                                  | Denzil Foster Thomas McElroy           | 5:38    |  |
| 8.             | "Sitting By Heaven's Door"      | Foster McElroy                                                | Foster McElroy                         | 4:34    |  |
| 9.             | "Love Makes You Do Thangs"      | Foster McElroy                                                | Foster McElroy                         | 4:27    |  |
| 10.            | "What a Difference a Day Makes" | Foster McElroy                                                | Foster McElroy                         | 4:12    |  |
| 11.            | "Eyes of a Child"               | Cindy Herron Terry Ellis Maxine Jones                         | Foster McElroy                         | 4:32    |  |
| 12.            | "Does Anybody Hear Me"          | Ivan Matias Terry Ellis Cindy Herron Maxine Jones             | Andrea Martin Ivan Matias              | 3:09    |  |
| Duração total: | Duração total:                  | Duração total:                                                | Duração total:                         | 59:00   |  |

| Edição Internacional |                     |                              |                              |         |  |
| N.º                  | Título              | Compositor(es)               | Produtor(es)                 | Duração |  |
| 13.                  | "I've Got Your Gun" | Denzil Foster Thomas McElroy | Denzil Foster Thomas McElroy | 4:19    |  |

| Edição Japonesa |                   |                                                                          |                           |         |  |
| N.º             | Título            | Compositor(es)                                                           | Produtor(es)              | Duração |  |
| 14.             | "It's About Love" | T. Ellis C. Herron M. Jones D. Robinson I. Matias James Gass Brion James | Ivan Matias Andrea Martin | 5:12    |  |
| 15.             | "Keep Your Money" | Ivan Matias Griffin                                                      | Ivan Matias               | 5:28    |  |